# 맥코넬쌀쥐
맥코넬쌀쥐(Euryoryzomys macconnelli)는 비단털쥐과에 속하는 남아메리카 설치류의 일종이다. 브라질과 콜롬비아, 에콰도르, 프랑스령 기아나, 가이아나, 수리남, 베네수엘라에서 발견되며, 저지대 열대 우림에서 서식한다. 이전에는 쌀쥐속(Oryzomys)에 속하는 종(Oryzomys macconnelli)으로 분류했지만, 2006년 맥코넬쌀쥐속(Euryoryzomys)의 모식종으로 재분류했다.